# Nueva Aquitania-Euskadi-Navarra

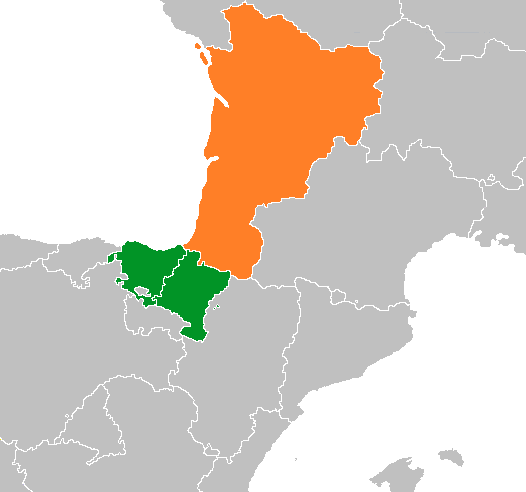
En verde, Navarra y el País Vasco. En naranja, Nueva Aquitania.

Nueva Aquitania-Euskadi-Navarra es una eurorregión que aglutina los territorios hispano-franceses que rodean el golfo de Vizcaya, es decir, las autonomías españolas de Navarra y País Vasco junto con la región francesa de Nueva Aquitania. Comprende un total de 101 678 km² y cuenta con una población aproximada de 8 745 000 habitantes.

## Historia
Fue creada en 2011, comprendiendo inicialmente sólo los territorios de País Vasco y de la antigua región francesa de Aquitania. En 2015, debido a la reforma territorial llevada a cabo en Francia por el gobierno de François Hollande, los territorios pertenecientes a las antiguas regiones de Limosín y Poitou-Charentes se incorporaron a la eurorregión como parte de la Región de Nueva Aquitania. Posteriormente en 2017 se confirmó la adhesión de Navarra bajo el mandato de la presidenta Uxue Barkos, debido a los resultados de las Elecciones al Parlamento de Navarra de 2015 y a la formación de un gobierno de coalición entre Geroa Bai, EH Bildu y Podemos.
La eurorregión de Nueva Aquitania-Euskadi-Navarra es, junto con la eurorregión de Pirineos Mediterráneos, una de las dos únicas eurorregiones de cooperación hispano-francesa.

## Composición

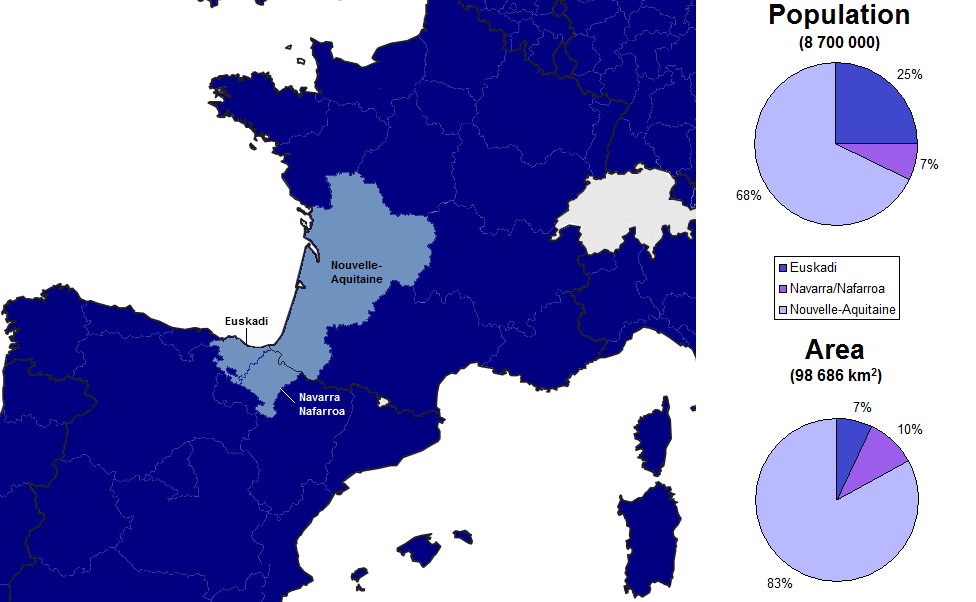
Distribución poblacional de la eurorregión de Nueva Aquitania-Euskadi-Navarra.

La eurorregión está compuesta por las comunidades autónomas españolas de País Vasco y Navarra y la región francesa de Nueva Aquitania.

## Municipios más poblados
A continuación se indican los municipios de la eurorregión con más de 40 000 habitantes.
| Municipio          | Población | Región          | País    |
| ------------------ | --------- | --------------- | ------- |
| Bilbao             | 345 821   | País Vasco      | España  |
| Burdeos            | 262 040   | Nueva Aquitania | Francia |
| Vitoria            | 249 176   | País Vasco      | España  |
| Pamplona           | 197 138   | Navarra         | España  |
| San Sebastián      | 186 685   | País Vasco      | España  |
| Limoges            | 132 660   | Nueva Aquitania | Francia |
| Baracaldo          | 100 435   | País Vasco      | España  |
| Poitiers           | 87 961    | Nueva Aquitania | Francia |
| Guecho             | 78 276    | País Vasco      | España  |
| Pau                | 77 251    | Nueva Aquitania | Francia |
| La Rochelle        | 75 736    | Nueva Aquitania | Francia |
| Merignac           | 70 317    | Nueva Aquitania | Francia |
| Irún               | 61 983    | País Vasco      | España  |
| Pessac             | 61 859    | Nueva Aquitania | Francia |
| Niort              | 59 005    | Nueva Aquitania | Francia |
| Bayona             | 50 589    | Nueva Aquitania | Francia |
| Brive-la-Gaillarde | 47 004    | Nueva Aquitania | Francia |
| Portugalete        | 45 826    | País Vasco      | España  |
| Santurce           | 45 795    | País Vasco      | España  |
| Talence            | 42 712    | Nueva Aquitania | Francia |
| Angouleme          | 41 935    | Nueva Aquitania | Francia |
| Basauri            | 40 762    | País Vasco      | España  |